# Opisthoxia subalba
Opisthoxia subalba är en fjärilsart som beskrevs av Thierry-mieg 1916. Opisthoxia subalba ingår i släktet Opisthoxia och familjen mätare. Inga underarter finns listade i Catalogue of Life.